# 兵庫県道389号志方魚橋線
兵庫県道389号志方魚橋線（ひょうごけんどう389ごう しかたうおはしせん）は、兵庫県加古川市から高砂市に至る一般県道である。

## 概要
加古川市志方町志方町から高砂市神爪6丁目に至る。

### 路線データ
- 起点：加古川市志方町志方町（志方南町交差点、兵庫県道515号小原宝殿停車場線交点）
- 終点：高砂市神爪6丁目（兵庫県道387号平荘魚橋線交点）
- 総延長：2.8 km

## 路線状況

### 重複区間

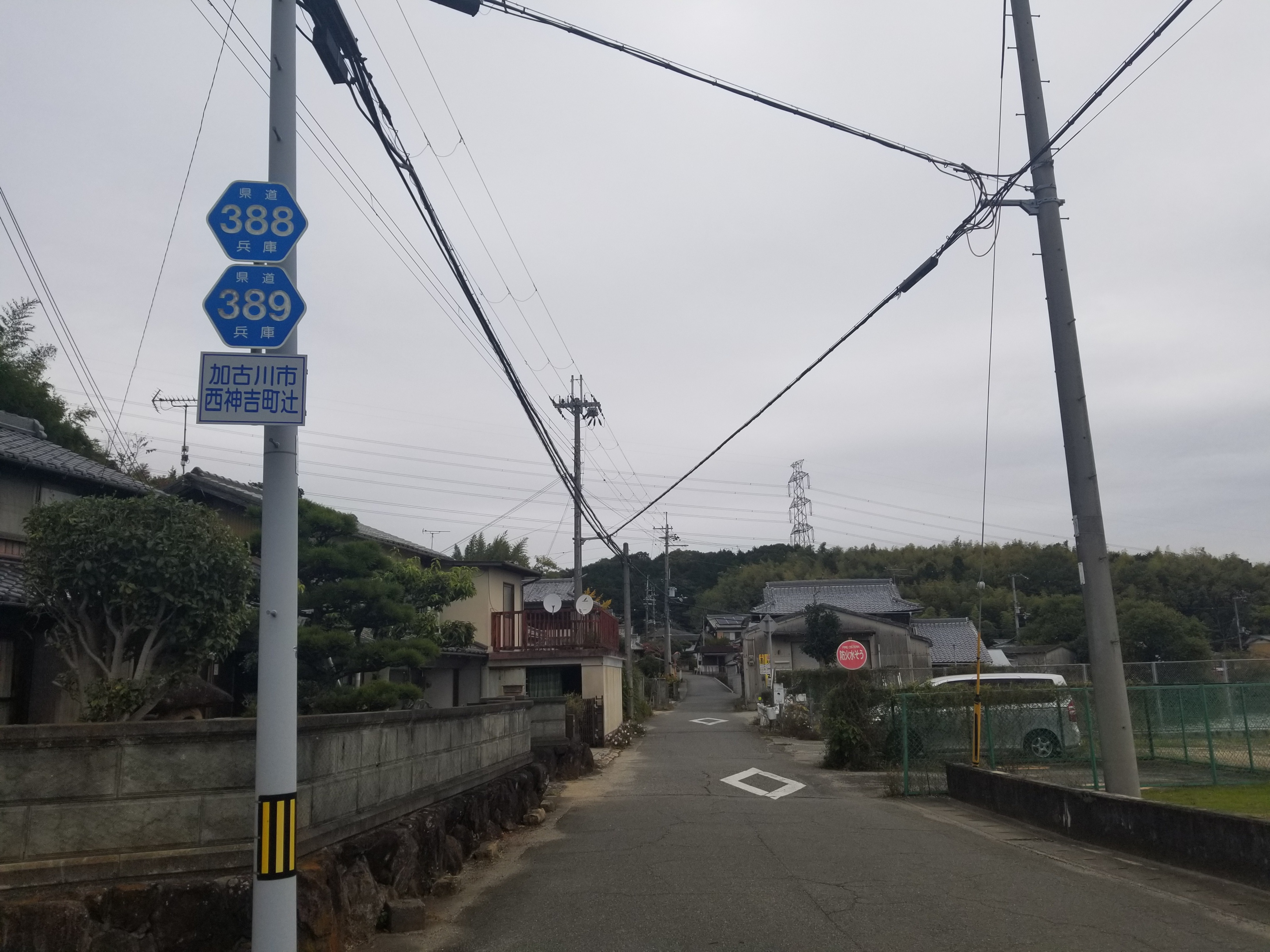
兵庫県道388号・389号重複区間

- 兵庫県道388号飾東宝殿停車場線（加古川市志方町横大路 - 加古川市西神吉町辻）

### 道路施設

#### 橋梁
- 西郷橋（法華山谷川、高砂市）

## 地理

### 通過する自治体
- 加古川市
- 高砂市

### 交差する道路
| 交差する道路                                                                    | 市町村名 | 交差する場所 | 交差する場所   |
| ------------------------------------------------------------------------------- | -------- | ------------ | -------------- |
| 兵庫県道515号小原宝殿停車場線                                                   | 加古川市 | 志方町       | 志方南町交差点 |
| 兵庫県道388号飾東宝殿停車場線 / 新道 兵庫県道388号飾東宝殿停車場線 重複区間起点 | 加古川市 | 志方町横大路 |                |
| 兵庫県道388号飾東宝殿停車場線 重複区間終点                                      | 加古川市 | 西神吉町辻   |                |
| 国道2号 / 加古川バイパス                                                        | 高砂市   | 神爪6丁目    | [ 注釈 1 ]     |
| 兵庫県道387号平荘魚橋線                                                         | 高砂市   | 神爪6丁目    | 終点           |

### 沿線
- 峠の池 - 横大路峠のバス停留所付近にある溜池。